# Dasyblemma straminea
Dasyblemma straminea là một loài bướm đêm trong họ Erebidae.